# U6 (Metro de Berlim)
U6 é uma das nove linhas da U-Bahn de Berlim. Foi inaugurada em 1923 e circula entre as estações de Alt-Tegel e Alt-Mariendorf. Tem ao todo 29 estações.